# Blackpool (televisieserie)
Blackpool is een Britse televisieserie van de BBC. Het is een zesdelige serie met afleveringen van steeds 1 uur. De serie werd in Groot-Brittannië uitgezonden van 11 november tot 16 december 2004 en is ook op de Nederlandse publieke omroep te zien geweest. Er is ook een vervolg gemaakt onder de titel Viva Blackpool.

## Plot
Ripley Holden (David Morrissey) is een kleine ondernemer die juist een speelhal heeft geopend.
De ochtend na de opening wordt een lijk gevonden in het casino. DI Carlisle (David Tennant) wordt er bij geroepen om de moordzaak te onderzoeken, maar tijdens het onderzoek wordt hij verliefd op de vrouw van Ripley, Natalie (Sarah Parish).
Tijdens het onderzoek wordt de speelhal gesloten door Carlisle en vermoedt hij dat de zoon van Ripley, Danny (Thomas Morrison) iets weet in verband met de moordzaak dat waarschijnlijk iets met zijn vader heeft te maken.
In de laatste aflevering trouwt de dochter van Ripley, Shyanne (Georgia Taylor) met Steve, dan bekent Danny dat hij de moord pleegde uit zelfverdediging en dat hij homo is. Nathalie en Carlisle krijgen hun zegen van Ripley en Ripley geeft de zaak aan Danny en de klachten worden ingetrokken.

## Bezetting
| Karakter       | Acteur          |
| -------------- | --------------- |
| Ripley Holden  | David Morrissey |
| DI Carlisle    | David Tennant   |
| Natalie Holden | Sarah Parish    |
| Shyanne Holden | Georgia Taylor  |
| Danny Holden   | Thomas Morrison |
| DC Blythe      | Bryan Dick      |

De serie is geschreven door Peter Bowker en geregisseerd door Coky Giedroyc en Julie Anne Robinson. De serie is in Blackpool zelf gefilmd en in Brentford.

## Liederen
In de serie wordt veel gezongen en gedanst. Dit is een lijst van al de nummers die in de serie voorkomen:
aflevering 1
- "Viva Las Vegas" Elvis Presley
- "You Can Get It If You Really Want" Jimmy Cliff
- "She's Not You" Elvis Presley
- "These Boots Are Made for Walkin'" Nancy Sinatra

aflevering 2
- "The Gambler" Kenny Rogers
- "Cupid" Johnny Nash
- "Should I Stay" Gabrielle
- "I Second That Emotion" The Miracles

aflevering 3
- "Brilliant Mistake" Elvis Costello
- "Skweeze Me Pleeze Me" Slade
- "The Boy With The Thorn In His Side" The Smiths
- "The Secrets That You Keep" Mud

aflevering 4
- "Walk Tall" Val Doonican
- "I'm Gonna Make You Love Me" The Supremes
- "Ooh La La" The Faces

aflevering 5
- "Should I Stay or Should I Go" The Clash
- "Invisible" Alison Moyet
- "Don't Stop Me Now" Queen
- "Knock, knock who's there?" Mary Hopkin

aflevering 6
- "White Wedding" Billy Idol
- "There goes my everything" Engelbert Humperdinck
- "Don't leave me this way" The Communards
- "(There's) Always Something There to Remind Me" Sandie Shaw